# Publius Mucius Scaevola (consul in 175 v.Chr.)
Publius Mucius Scaevola (Latijn: P. Mucius P. f. Q. n. Scaevola) was een Romeins politicus uit de 2e eeuw v.Chr.
Hij was een zoon van Quintus Mucius Scaevola (praetor in 215 v.Chr.) en broer van Quintus Mucius Scaevola (consul in 174 v.Chr.).
Hij werd in 179 v.Chr. samen met zijn broer Quintus tot praetor gekozen en aangesteld als praetor urbanus, waarbij hij ook verantwoordelijk was voor het onderzoeken van gevallen van hekserij.
Hij werd in 175 v.Chr. samen met Marcus Aemilius Lepidus (consul in 187 en 175 v.Chr.) tot consul verkozen. Hij kreeg de oorlog tegen Liguriërs toegewezen, die Luna en Pisae hadden geplunderd, en kende hierin succes. Hij zou hiervoor een triomftocht mogen houden.

## Referentie
- art. Mucia gens (4), in F. Lübker - trad. ed. J.D. Van Hoëvell, Classisch Woordenboek van Kunsten en Wetenschappen, Rotterdam, 1857, p. 620.